# Bubach-Calmesweiler (Eppelborn)
Bubach-Calmesweiler (im Alltag allerdings meist nur Bubach) ist ein Ortsteil der Gemeinde Eppelborn im Landkreis Neunkirchen (Saarland). Er gliedert sich erneut in die Teile Bubach, Neububach und Calmesweiler, um unter anderem von Bubach im Ostertal im Landkreis St. Wendel unterschieden werden zu können.

## Geographie
Bubach-Calmesweiler liegt ca. 2,5 km vom Kernort Eppelborn entfernt und ist der einzige Ort der Gemeinde, der direkt an den Kernort Eppelborn grenzt (sowohl Bubach, als auch Calmesweiler). Es grenzt zudem noch an Macherbach (ebenfalls in der Gemeinde Eppelborn), ebenso wie Lebach und Aschbach (beide Stadt Lebach im Landkreis Saarlouis). Um den Bahnhof herum befand sich die inzwischen aufgegangene Siedlung Schaffhausen.

## Geschichte
Bis zur Gebiets- und Verwaltungsreform war Bubach-Calmesweiler eine eigenständige Gemeinde, die allerdings bereits von der Bürgermeisterei Eppelborn-Dirmingen verwaltet wurde. Der Name Bubach kommt von dem mittelhochdeutschen „Buoche“ (= Buche), während Calmesweiler (früher Kellenbachsweiler) so viel wie Kaltenbachweiler bedeutet.

## Politik
Ortsvorsteher ist Sebastian Michel (CDU).

## Kultur
Das wohl bekannteste Bauwerk der Gemeinde befindet sich ebenfalls in Bubach-Calmesweiler: Gemeint ist das 1735 gebaute Barockschloss des Adelsgeschlechts von Buseck, welches heute ein Café beherbergt und für private Feierlichkeiten wie Geburtstage, Hochzeiten sowie öffentliche Veranstaltungen („Gaumen- und Gurgelfeschd“ oder das Sommerfest) zur Verfügung steht.

## Bildung und Erziehung
In Bubach befindet sich eine Zweigstelle der Grundschule St. Sebastian Eppelborn. Ältere Schüler besuchen in den meisten Fällen die Gemeinschaftsschule Eppelborn oder die Schulen in der 4,5 km entfernten Stadt Lebach.

## Verkehrsanbindung
Bubach-Calmesweiler ist durch die Primstalbahn (Lebach-Jabach–Saarbrücken; Bahnlinie RB 72) an den regionalen und überregionalen Schienenverkehr angebunden. Ebenso führen die Schulbuslinien 325 Lebach-Illingen und 336 Lebach-Marpingen durch den Ortsteil. Der gemeindeinterne Eppelbus (Eppelborn-Eppelborn) befährt ebenfalls die Ortsteile Calmesweiler und Bubach. Neububach ist durch seine Lage an der B269 zudem an die Linien R4 Lebach-St. Wendel sowie 473 Lebach-Hasborn/Dörsdorf angebunden.